# Mbale (district)
Mbale is een district in het oosten van Oeganda.
Mbale telt 332.174 inwoners op een oppervlakte van 2467 km².